# Wickede (Ruhr)
Wickede (Ruhr) – miejscowość i gmina w zachodnich Niemczech, w kraju związkowym Nadrenia Północna-Westfalia, w rejencji Arnsberg, w powiecie Soest.